# Buják

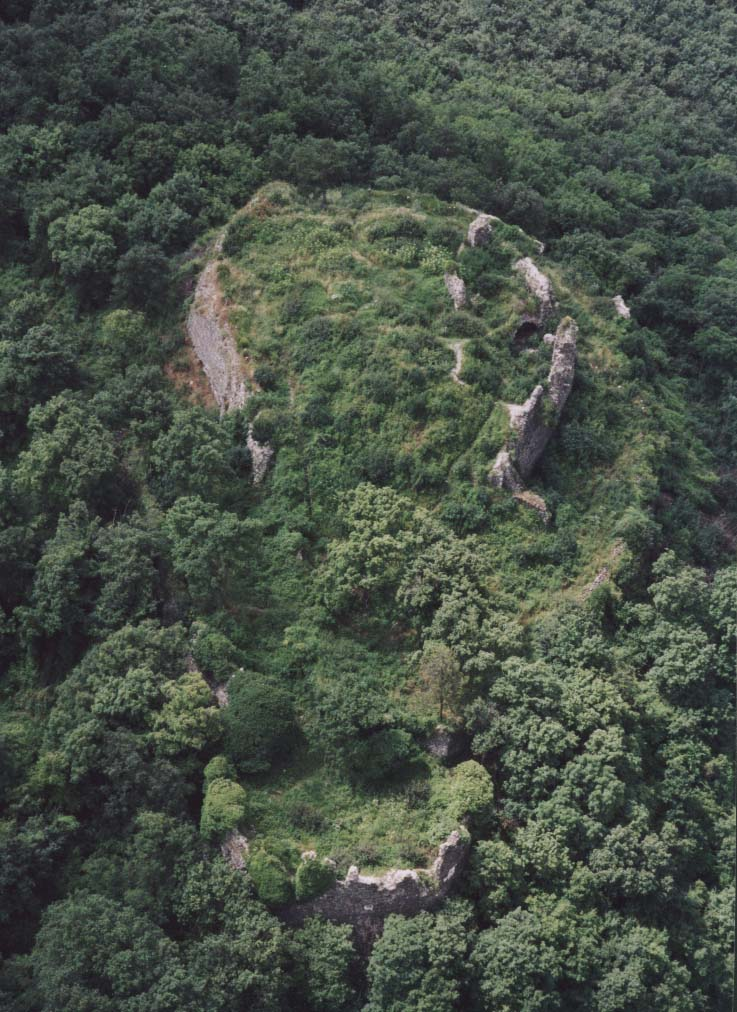
ruiny zamku w Bujáku

Buják – wieś i gmina w północnej części Węgier, w pobliżu miasta Pásztó. Gmina Buják liczy 2129 mieszkańców (styczeń 2011) i zajmuje obszar 53,04 km².
Miejscowość leży na obszarze Średniogórza Północnowęgierskiego i należy do powiatu Pásztó, wchodzącego w skład komitatu Nógrád.